# 구글화

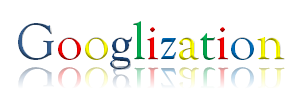

구글화 또는 구글라이제이션(Googlization)은 구글의 검색 기술과 미학을 도서관과 같은 전통적인 기관을 포함하여 더 많은 시장, 웹 애플리케이션 및 컨텍스트로 확장하는 것을 설명하는 신조어이다. (구글 도서 도서관 프로젝트 문서 참고). 검색 미디어, 특히 구글의 급속한 부상은 새로운 미디어 역사의 일부이며 상업적 이익과 미디어 간의 관계와 액세스 문제에 대한 관심을 불러일으킨다.

## 용어의 역사
2003년 존 배틀(John Battelle)과 알렉스 살케버(Alex Salkever)는 웹상의 거의 모든 형태의 정보 상거래에 대한 구글의 우위를 의미하는 ‘구글라이제이션’(Googlization)이라는 용어를 처음 선보였다. 처음에 텍스트 기반 인터넷 검색을 전문으로 했던 구글은 이미지 검색, 웹 기반 이메일, 온라인 매핑, 비디오 공유, 뉴스 전달, 인스턴트 메시징, 휴대폰 및 학술 커뮤니티를 대상으로 하는 서비스를 포함하도록 서비스를 확장했다. 구글은 타임 워너 AOL, 뉴스 코퍼레이션, 뉴욕타임스, AP(Associated Press), 프랑스 통신사 및 프레스 어소시에이션과 같은 다양한 뉴스 대행사와 같은 기존 미디어 관심사와 파트너십을 체결했다. 따라서 구글은 기존 미디어와 새로운 미디어가 복잡하게 얽혀 있는 거인이 되었다.

## 같이 보기
- 구글에 대한 비판
- Don't Be Evil
- 맥도날디제이션
- 감시 자본주의
- 긱 노동자